# タウンゼンドジリス
タウンゼンドジリス (Urocitellus townsendii ) は、哺乳綱ネズミ目（齧歯目）リス科に分類されるジリスの1種。
アメリカ合衆国ワシントン州の高地の乾燥した草地に生息する。

## 分布
アメリカワシントン州中南部、コロンビア川北部および西部。

## 形態
体長（頭胴長）200-232ミリメートル、尾長32-54ミリメートル、体重82-325グラム、平均174グラム。
被毛はピンクがかった黄褐色で、根元は淡い煙灰色。斑点や縞などの模様がないことで他のジリスと判別できる。

## 生態
高地の乾燥したヤマヨモギの草地や耕作地に生息する。
オスは5月下旬から、メスと子どもは6月から冬眠に入り、1月下旬-2月に目覚める。冬眠は、7.5-9か月の間も続く。雨の多い年には食糧となる植物が夏の終わりにも手に入るため、乾燥した年よりも休眠が短くなる。
繁殖は年1回、1月下旬または2月上旬頃、冬眠から目覚めてすぐに行われる。妊娠期間は約24日間で、巣穴の中で6-10頭の子どもを産む。子どもは無毛、閉眼で生まれる。生後初期の発達は、他のジリスの発達と比べると比較的遅く、生後19-22日で目が開き、その後じきに離乳する。生後4週になる3月下旬-4月頃に巣穴から現れる。
主にアメリカアナグマに捕食され、他にもコヨーテ、アカケアシノスリ (Buteo regalis)やソウゲンハヤブサなどの猛禽類、ワタリガラスが捕食者として挙げられる。

### 食性
主に草食性で、芽、葉、花、イネ科植物、広葉草本、灌木の種子、農作物を食べるが、昆虫を食べることもある。種子は、冬眠前の重要なカロリー源となる。
ワシントン州東部の保護区 (Arid Land Ecology Reserve) では、3月から5月にかけて、食物の49パーセントがイネ科のサンドバーグ・ブルーグラス (Sandberg bluegrass) 、11パーセントがウェスタン・ヤロウ（セイヨウノコギリソウの変種、Achillea millefolium var. occidentalis）、8パーセントがクジラグサ (Descurainia pinnata) の種子、31パーセントがその他の植物（大部分が広葉草本）、1パーセントが昆虫だった。

## 分類
2亜種が確認されている。
- タウンゼンドジリス Urocitellus townsendii
  - U. t. nancyae – ワシントン州、ヤキマ川 (Yakima River) およびコロンビア川北部、染色体数は 2n=38[2]。
  - U. t. townsendii – ワシントン州、ヤキマ川北部およびコロンビア川西部、染色体数は 2n=36[2]。

以下の2種およびその亜種は、かつてタウンゼンドジリスの亜種とされていた。
- Merriam's ground squirrel Urocitellus canus – 染色体数は 2n=46[4]。
  - U. c. canus - オレゴン州東部、カリフォルニア州北東端、ネバダ州北西端。頭蓋骨および体の大きさはU. c. vigilisよりもわずかに小さい。
  - U. c. vigilis – オレゴン州中東部およびアイダホ州中西部のスネークリバーキャニオン (Snake River Canyon (Idaho)) の底地。被毛はU. c. canusよりも白っぽい。
- Piute ground squirrel Urocitellus mollis - 染色体数は 2n=38[4]。グレートベースンに生息する。
  - U. m. artemesiae – アイダホ州中南部、スネークリバー平原 (Snake River Plain) 、スネーク川北部。小型の亜種。
  - U. m. idahoensis – アイダホ州南西部、スネーク川北東部。大型の亜種。
  - U. m. mollis – ネバダ州、カリフォルニア州東部、オレゴン州南東部、アイダホ州南部、ユタ州西部。中型の亜種。

## 保全状況評価
生息域の多くの地域で、農地を荒らす害獣とみなされ毒殺や狩猟が行われており、個体数は減少傾向にある。IUCNレッドリストでは、Vulnerable (VU) 絶滅危惧II類に指定されている。